# Bart Braverman
Bart Braverman (Los Angeles, 1 februari 1946), geboren als Bartley Louis Braverman is een Amerikaanse acteur.

## Biografie
Braverman is een zoon van een producer en een actrice, en hij heeft een broer. 
Braverman begon in 1955 met acteren in de film Cell 2455 Death Row. Hierna heeft hij nog meerdere rollen gespeeld in televisieseries en films zoals I Love Lucy (1956), Lassie (1959), Vega$ (1978-1981), The New Old Couple (1982-1983), Harry and the Hendersons (1991), Baywatch (1989-1994) en Shameless (2011).
Braverman is getrouwd geweest, en hij had in het verleden veel aanvallen door epilepsie, zo erg dat hij moest stoppen met live-televisie. In 2005 heeft hij een hersenoperatie ondergaan in het UCLA Medical Center voor zijn epilepsie en hierna heeft hij geen aanvallen meer gehad.

## Filmografie[3]

### Films
Uitgezonderd korte films.
- 2015 Aguruphobia - als Ahmed
- 2013 Reading Writing & Romance - als Marty
- 2011 Annie Claus is Comming to Town - als taxichauffeur
- 1999 Running Red – als Mercier
- 1997 8 Heads in a Duffels Bag – als medewerker verhuurbedrijf
- 1993 Elvis and the Colonel: The Untold Story – als directeur
- 1992 Final Shot: The Hank Gathers Story – als Tom Talmadge
- 1991 Lookwell – als Alberti
- 1991 The Letters from Moab – als infanterïst
- 1990 White Palace – als stem
- 1990 Hollywood Hot Tubs 2: Educating Crystal – als prins Ahmet
- 1988 A Very Brady Christmas – als monteur
- 1987 Tonight's the Night – als man
- 1986 Scorpion – als Mehdi
- 1986 The Gladiator – als Dan
- 1986 Prince of Bel Air – als Larry Kampion
- 1985 First Strike – als ??
- 1983 Hit and Run – als Jerry Ramundi
- 1982 The Tragedy of King Lear – als Hertog van Burgundy
- 1980 Alligator – als Kemp
- 1978 Fast Lane Blues – als Bruce
- 1978 The Krofft Comedy Hour – als Ace
- 1976 The Great Texas Dynamite Chase – als Freddie
- 1976 Helter Skelter – als Gearge Brewer
- 1960 Pay or Die – als Nicolo Saulino
- 1958 Voice in the Mirror – als Gene Devlin
- 1957 Domino Kid – als Pepe Garcias
- 1957 The Hired Gun – als Pablo
- 1957 20 Million Miles to Earth – als Pepe
- 1957 This Could Be the Night – als jongen in klas
- 1956 Somebody Up There Likes Me – als jongen
- 1955 Cell 2455 Death Row – als jongen

### Televisieseries
Uitgezonderd eenmalige gastrollen.
- 2016 -2017 Shut Eye - als Josip  - 6 afl.
- 1998 Mowgli: The New Adventures of the Jungle Book – als Dr. Bhandari – 19 afl.
- 1991 Harry and the Hendersons – als Booker T. Baldwin – 3 afl.
- 1983 Saturday Supercade – als Bones – 3 afl.
- 1982 – 1983 The New Odd Couple – als Roy – 5 afl.
- 1978 – 1981 Vega$ – als Bobby Borso – 69 afl.
- 1980 The Love Boat – als Roger Markham – 2 afl.
- 1979 Fangface and Fangpuss – als Puggsy – 2 afl.

- Bibliothèque nationale de France: cb141587850 (data)
- International Standard Name Identifier: 0000 0004 6039 1082
- Virtual International Authority File: 2192149719106311130008